# قائمة قصور لبنان

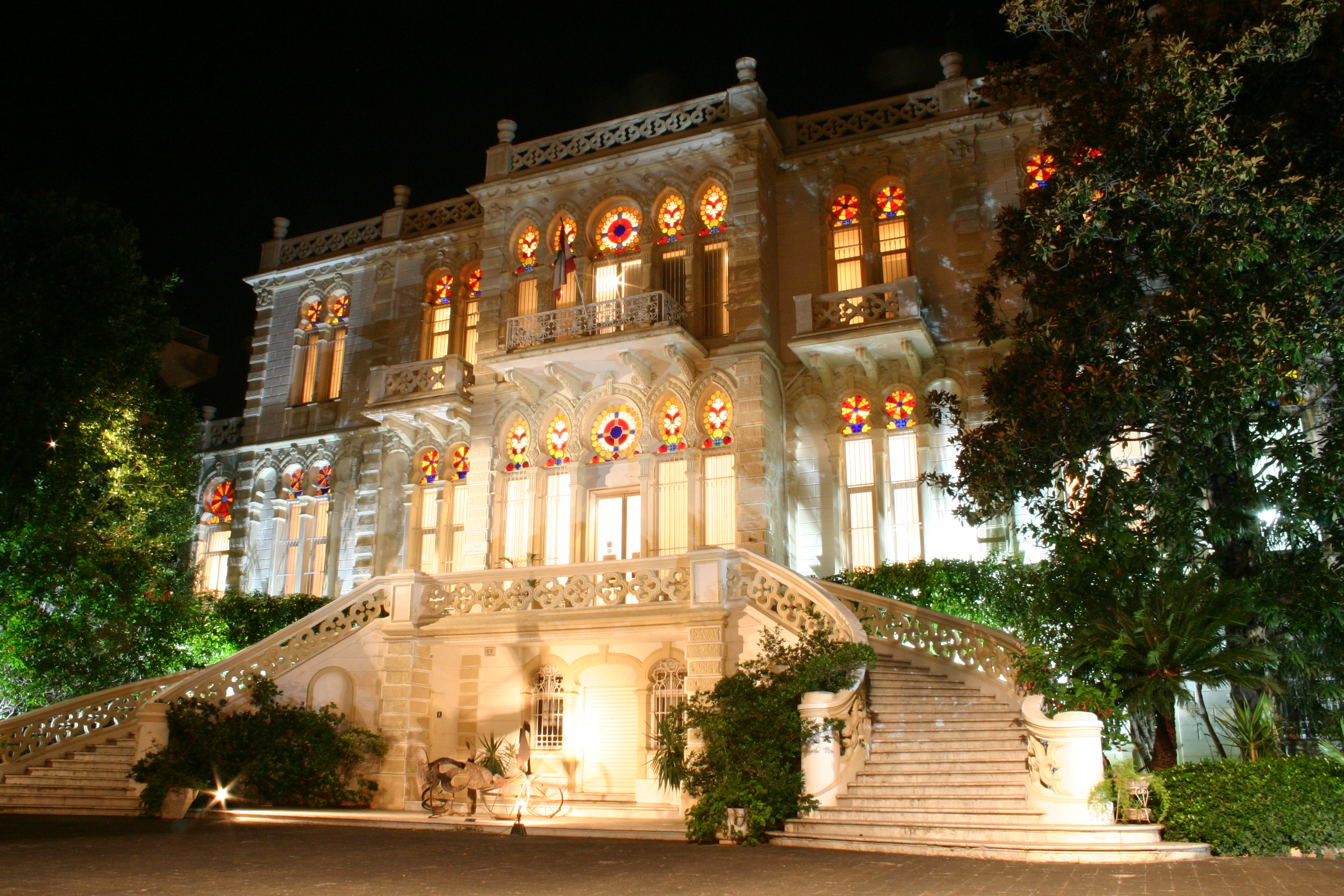
قصر سرسق

القصر هو مقرإقامة كبير، وخاصة ما يتعلق بالمقرات الملكية والرئاسية، أو الأعيان رفيعي المستوى، كالأساقفة، كما يطلق مسمى القصر على المباني الفخمة والمزخرفة.

## قائمة قصور لبنان
تحتوي هذه القائمة على أسماء قصور في لبنان.
- السراي الصغير
- السراي الكبير

- قصر بعبدا

- سراي بعقلين

- قصر الأمير أمين
- قصر الصنوبر
- قصر العدل (بيروت)
- قصر بيت الدين
- قصر زيادة
- قصر سرسق
- قصر فخر الدين الثاني
- قلعة راشيا
- متحف بعلبك
- متحف روبير معوض الخاص
- متحف صيدا التاريخي
- قصر اسمهان